# 霍托针尾雀
，是雀形目灶鸟科的一种鸟类，属于单型的霍托针尾雀属（学名：Schoeniophylax）。
霍托针尾雀体重约18.6克，翼长约61.4毫米，喙宽度约3.1毫米，喙厚度约3.9毫米，嘴峰长约13.5毫米，跗蹠长约21.7毫米，尾长约10.93厘米。
霍托针尾雀是留鸟，栖息在灌木林，它们是食肉动物，主要以昆虫、蜘蛛等陆生无脊椎动物为食。

## 亚种
- S. p. phryganophilus，分布在玻利维亚北部和东部至巴西南部、乌拉圭、巴拉圭和阿根廷北部。
- S. p. petersi，分布在巴西东部的内陆地区。[4]